# 諾索姆 (明尼蘇達州)
諾索姆（英語：Northome）是一個位於美國明尼蘇達州康契欽縣的城市。

## 人口
根據2020年美國人口普查的數據，諾索姆的面積為4.56平方千米，當中陸地面積為3.77平方千米，而水域面積為0.79平方千米。當地共有人口155人，而人口密度為每平方千米34人。